# Isorineloricaria
Isorineloricaria – rodzaj słodkowodnych ryb sumokształtnych z rodziny zbrojnikowatych (Loricariidae).

## Występowanie
Wenezuela, Kolumbia i Ekwador.

## Klasyfikacja
Gatunki zaliczane do tego rodzaju:
- Isorineloricaria acuarius
- Isorineloricaria spinosissima
- Isorineloricaria tenuicauda
- Isorineloricaria villarsi

Gatunkiem typowym jest Plecostomus spinosissimus (=I. spinosissima).